# District de Sehore
Le district de Sehore  (hindi : सीहोर जिला) est un district  de l'état du Madhya Pradesh, en Inde,

## Géographie
Au recensement de 2011, sa population compte 1 311 332 habitants.
Son chef-lieu est la ville de Sehore.